# Fernando Bascopé Müller
Fernando Bascopé Muller (Santa Cruz de la Sierra, 4 de abril de 1962) es un obispo castrense católico boliviano que ejerce su ministerio episcopal como Ordinario Militar de Bolivia.

## Biografía
Nacido en Santa Cruz de la Sierra el 4 de abril de 1962. Estudió bachillerato en el Bachillerato en el Colegio La Salle, tras lo cual ingresó en la Sociedad de San Francisco de Sales (Salesianos de Don Bosco) y se tituló como profesor de Educación Secundaria con especialidad en Filosofía y Religión en Lima, Perú. Realizó estudios en el Instituto Teológico Salesiano, en Cremisan (Israel), donde consiguió el Bachillerato en Teología (1988 -1991).
Realizó la profesión perpetua en la Congregación Salesiana el 22 de agosto de 1987.
Fue ordenado diácono el 31 de enero de 1991 y ordenado presbítero el 23 de septiembre del mismo año. Obtuvo la licenciatura en Filosofía en la Universidad del Valle en 1998 y más tarde la de Teología Dogmática en la Pontificia Universidad Salesiana, en Roma.

#### Cargos
- Director en el prenoviciado salesiano de Cochabamba. 1995-1997.
- Responsable de la Comisión Litúrgica en la Arquidiócesis de Cochabamba.
- Docente de Cristología en el Instituto Superior de Estudios Teológicos -ISET-. 2001-2005:
- Secretario para la Pastoral de la Conferencia Episcopal Boliviana. 2006-2009.
- Maestro de Novicios de la Inspectoría Salesiana de Bolivia "Nuestra Señora de Copacabana".

## Obispo

### Nombramiento como obispo auxiliar
El 15 de julio de 2010 el Santo Padre Benedicto XVI lo nombró Obispo titular de la diócesis de Naratcata y Obispo auxiliar de la Diócesis de El Alto.

### Consagración
Recibió la Ordenación episcopal el 9 de septiembre del 2010. Monseñor Jesús Juárez Párraga SDB (Obispo de El Alto),  fue el obispo consagrante principal  y los co-consagrantes Mons. Edmundo Luis Flavio Abastoflor Montero, (Arzobispo de La Paz) y Mons. Francesco Beschi (Obispo de Bérgamo).

### Administrador apostólico
Del 20 de marzo al 31 de agosto de 2013 desempeñó el Ministerio pastoral de Administrador Apostólico de la diócesis de El Alto.

### Nombramiento como obispo castrense[4]
El papa Francisco lo nombró nuevo Obispo Castrense de Bolivia el 24 de septiembre del 2014.

## Sucesión
| Predecesor: Mons. José Domingo Ulloa Mendieta  | VII Obispo titular de Naratcata Desde el 15 de julio de 2010 hasta el 24 de septiembre de 2014 | Sucesor: Mons. Jean-Pierre Kwambamba Masi |
| Predecesor: NO APLICA                          | Obispo auxiliar de El Alto Desde el 15 de julio de 2010 hasta el 24 de septiembre de 2014      | Sucesor: NO APLICA                        |
| Predecesor: Mons. Oscar Omar Aparicio Céspedes | VI Obispo Militar Desde el 24 de septiembre de 2014 hasta la fecha.                            | Sucesor: En el cargo                      |